# Pilotrichum dalecarlicum
Pilotrichum dalecarlicum là một loài rêu trong họ Pilotrichaceae. Loài này được (Bruch & Schimp.) Müll. Hal. mô tả khoa học đầu tiên năm 1850.